# کیش‌آپاتی
کیش‌آپاتی (به مجاری:  Kisapáti) یک شهرداری در مجارستان است که در ناحیه تاپولتسا واقع شده‌است. کیش‌آپاتی ۶٫۸۹ کیلومتر مربع مساحت و ۳۹۱ نفر جمعیت دارد.